# Kościół Św. Stanisława Biskupa Męczennika w Jaktorowie
Kościół świętego Stanisława Biskupa Męczennika – rzymskokatolicki kościół parafialny należący do parafii Świętej Rodziny w Jaktorowie, w dekanacie Żyrardów diecezji łowickiej.
Jest to świątynia wzniesiona w latach 1932–1934 według projektu architekta Stefana Szyllera. Kościół został konsekrowany w dniu 19 maja 1974 roku przez kardynała Stefana Wyszyńskiego. Od 1932 roku świątynia pełni funkcję kościoła parafialnego.